# N.Flying
N.Flying (kor. 엔플라잉, jap. エヌフライング, skrót od New Flying) – południowokoreański zespół rap rockowy założony przez FNC Entertainment w 2013 roku. Zespół zadebiutował w składzie: Kwon Kwang-jin, Lee Seung-hyub, Cha Hun, Kim Jae-hyun oraz Yoo Hwe-seung. N.Flying zadebiutowali 1 października 2013 roku w Japonii wydając singel „BASKET”, który uplasował się na 2. miejscu listy Oricon Weekly Indies Chart. Nazwa ich oficjalnego fanklubu to „N.Fia”, połączenie „N.Flying” i „Utopia”. 26 grudnia 2018 roku wytwórnia wydała nowe oświadczenie, w którym ogłosiła, że Kwon Kwang Jin opuszcza N.Flying.

## Historia

### Przed debiutem
W 2009 roku Kwon Kwang-jin zadebiutował jako basista w zespole CNBlue. Jednak z powodów osobistych Kwang-jin opuścił zespół pod koniec września. W styczniu 2011 roku Kwang-jin powrócił, by trenować pod FNC Entertainment, gdzie spotkał stażystów Seung-hyuba, Jae-hyuna i Cha Huna. Przed debiutem N.Flying wokalista Park Rai-on opuścił zespół na początku 2013 roku z powodu obowiązkowej służby wojskowej w swoim rodzinnym kraju, Singapurze. FNC Entertainment następnie potwierdziło, że jego umowa została rozwiązana, aby umożliwić debiut grupy. Pozostali członkowie utworzyli N.Fying.
W 2013 roku Lee Seung-hyub wystąpił w teledysku Juniel, do piosenki „Pretty Boy”.

### 2013: Japoński debiut zBasket
N.Flying dali swój pierwszy występ 28 września 2013 roku w Shibuya CYCLONE. 1 października wydali swój pierwszy niezależny singel zatytułowany Basket i wystąpili jako artysta otwierający podczas trasy Zepp „Replay” zespołu FTISLAND. Basket zajął 2. miejsce na tygodniowym wykresie singli Tower Records, na 2. miejsce na tygodniowym wykresie singli Oricon Indies oraz 4. miejsce na dziennym wykresie singli Oricon. Zespół kontynuował występy na żywo w klubach, a także występował jako artysta otwierający podczas ‘One More Time’ Arena Tour zespołu CNBLUE. 14 listopada N.Fying zagrali swój pierwszy solowy koncert w Live Space Halot.

### 2014:One and Onlyi opóźniony debiut koreański
1 stycznia N.Flying wydał swój drugi japoński niezależny singel pt. One and Only. Singel znalazł się na pierwszym miejscu listy Tower Records.
Po raz pierwszy wystąpili w telewizji w 7. odcinku reality show Cheongdam-dong 111 stacji tvN. Jako sequel serialu N.Flying ujawnili historię ich debiutu w marcu, która była emitowana na tym samym kanale.
29 stycznia ogłoszono, że grupa została wybrana na nowych modeli Buckaroo Jeans. W ostatnim odcinku ich programu Seung-hyub został mianowany liderem grupy.
W marcu byli artystą otwierającym podczas koncertu FTISLAND w Singapurze.
N.Fying mieli zadebiutować w Korei w 2014 roku, ale debiut został opóźniony po tym, jak lider zespołu Seung-hyub zranił sobie kolano w lipcu.

## Członkowie

### Obecni
- Lee Seung-hyub (kor. 이승협) – lider, raper, wokal, gitarzysta i pianista; urodził się 31 października 1992(dts)[15]. W kwietniu 2015 roku założył grupę projektową JNJ razem z Jimin z zespołu AOA, pod pseudonimem J.Don.
- Cha Hun (kor. 차훈) – gitarzysta, urodził się 12 lipca 1994(dts)[15].
- Kim Jae-hyun (kor. 김재현) – perkusista, urodził się 15 lipca 1994(dts)[15]. Jest bratem aktorki Kim Jae-kyung.
- Yoo Hwe-seung (kor. 유회승) – wokal, urodził się 28 lutego 1995(dts)[15]. Przed dołączeniem do zespołu był uczestnikiem programu Produce 101 Season 2 (2017 r.) i zajął ostatecznie 39. miejsce. Dołączył do zespołu 19 czerwca 2017 roku[16].
- Seo Dong-sung (kor. 서동성) – basista, urodził się 9 kwietnia 1996(dts)[15]. Były członek zespołu Honeyst. Dołączył do zespołu 1 stycznia 2020 roku[17].

### Byli
- Kwon Kwang-jin (kor. 권광진) – basista, urodził się 12 sierpnia 1992(dts)[15]. Przed dołączeniem do zespołu zadebiutował jako basista CNBlue w sierpniu 2009 roku, ale odszedł miesiąc później[18].

## Dyskografia

### Dyskografia koreańska
Albumy studyjne
- Man on the Moon (2021)

Minialbumy
- Awesome (2015)
- THE REAL: N.Flying (2017)
- THE HOTTEST: N.Flying (2018)
- How Are You? (2018)
- Spring Memories (2019)
- Yaho (2019)
- So, tong (oryg. So, 通 (소통)) (2020)

Single CD
- Lonely (2015)

Single cyfrowe
- "Awesome" (kor. 기가 막혀) (2015)
- "Lonely" (2015)
- "The Real" (kor. 진짜가 나타났다) (2017)
- "Starlight" (2020)
- "I'll Find You" (2021)

### Dyskografia japońska
Albumy studyjne
- Brotherhood (2019)

Single
- "BASKET" (2013)
- "One and Only" (2014)
- "Knock Knock" (2016)
- "Endless Summer" (2016)